# Tassi Rózsa
Tassi Rózsa (Budapest, 1972. június 29. – ) magyar pornószínésznő. Művészneve Rosa Caracciolo.

## Családja
Rocco Siffredi házastársa, akitől két fiúgyermeke született. Rocco Siffredi és Tassi Rózsa először 1993-ban találkozott Cannes-ban Családjával részben Budapesten élnek.

## Életrajz
1989-ben, a huszadik alkalommal megrendezésre került Jász-Nagykun Farsang szépségversenyének az első helyezettje lett. 1993 óta szerepel pornófilmekben. Tassi Rózsa és férje 2005-ben alapított céget Magyarországon Tassi és Tano Kft. néven, 3 millió forint alaptőkével.